# Gonibius rex
Gonibius rex är en mångfotingart som först beskrevs av Charles Harvey Bollman 1888.  Gonibius rex ingår i släktet Gonibius och familjen stenkrypare. Inga underarter finns listade i Catalogue of Life.